# Équipe d'Autriche de football au Championnat d'Europe 2020
Cet article relate le parcours de l’équipe d'Autriche de football lors du Championnat d'Europe de football 2020 organisé dans 11 grandes villes d'Europe du 11 juin au 11 juillet 2021.

## Maillots
Le 31 août 2020, Puma dévoile le maillot domicile de l'Autriche pour l'Euro 2020. Celui-ci est à dominante rouge, avec des graphismes en ton sur ton qui renvoient à la Sécession viennoise, un courant de l’Art Nouveau de la fin du 19e siècle. Ce maillot est complété par un short blanc et des chaussettes rouges. Le blason a lui aussi été modifié pour plus de modernité.
Le 22 avril 2021, est présenté le maillot extérieur. La nouvelle version de la tenue de la sélection autrichienne se démarque totalement de la première dévoilée le 12 novembre 2019. En effet, si à l’époque Puma avait souhaité honorer les bâtiments de la capitale nationale, c’est avec les codes de la nouvelle orientation graphique de la marque allemande que les maillots ont été conçus. Sur une base entièrement noire, on retrouve le blason de la fédération embossé sur l’ensemble du torse. On retrouve aussi les éléments présents sur les maillots des autres sélections dévoilés le même jour avec le logo Puma qui surmonte le nom « Österreich » lui-même encadré par une double bande rouge et blanche qui rappelle les couleurs du drapeau autrichien.

## Qualifications
| Rang | Équipe                | Pts | J  | G | N | P | Bp | Bc | Diff |  | Résultats (▼ dom., ► ext.) |     |     |     |     |     |     |
| ---- | --------------------- | --- | -- | - | - | - | -- | -- | ---- |  | -------------------------- | --- | --- | --- | --- | --- | --- |
| 1    | Pologne               | 25  | 10 | 8 | 1 | 1 | 18 | 5  | +13  |  | Pologne                    |     | 0-0 | 2-0 | 3-2 | 4-0 | 2-0 |
| 2    | Autriche              | 19  | 10 | 6 | 1 | 3 | 19 | 9  | +10  |  | Autriche                   | 0-1 |     | 2-1 | 1-0 | 3-1 | 6-0 |
| 3    | Macédoine du Nord (B) | 14  | 10 | 4 | 2 | 4 | 12 | 13 | -1   |  | Macédoine du Nord (B)      | 0-1 | 1-4 |     | 2-1 | 1-0 | 3-1 |
| 4    | Slovénie              | 14  | 10 | 4 | 2 | 4 | 16 | 11 | +5   |  | Slovénie                   | 2-0 | 0-1 | 1-1 |     | 3-2 | 1-0 |
| 5    | Israël (B)            | 11  | 10 | 3 | 2 | 5 | 16 | 18 | -2   |  | Israël (B)                 | 1-2 | 4-2 | 1-1 | 1-1 |     | 3-1 |
| 6    | Lettonie              | 3   | 10 | 1 | 0 | 9 | 3  | 28 | -25  |  | Lettonie                   | 0-3 | 1-0 | 0-2 | 0-5 | 0-3 |     |

- Sélection directement qualifiée pour l'Euro 2020

## Phase finale

### Effectif
NB : Les âges et les sélections sont calculés au début de l'Euro 2020, le 11 juin 2021.

### Premier tour
| v · m | Équipe            | Pts | J | G | N | P | Bp | Bc | Diff |
| ----- | ----------------- | --- | - | - | - | - | -- | -- | ---- |
| 1     | Pays-Bas          | 9   | 3 | 3 | 0 | 0 | 8  | 2  | +6   |
| 2     | Autriche          | 6   | 3 | 2 | 0 | 1 | 4  | 3  | +1   |
| 3     | Ukraine           | 3   | 3 | 1 | 0 | 2 | 4  | 5  | -1   |
| 4     | Macédoine du Nord | 0   | 3 | 0 | 0 | 3 | 2  | 8  | -6   |

#### Autriche - Macédoine du Nord
| Match 6                    | Autriche                                                                     | 3 - 1   | Macédoine du Nord | Arena Națională, Bucarest                                                      |                                                                                |
| 13 juin 2021 18h00 (19h00) | ( Sabitzer) Lainer 19e · ( Alaba) Gregoritsch 78e · ( Laimer) Arnautović 89e | (1 - 1) | 28e Pandev        | Spectateurs : 9 082 Arbitrage : Andreas Ekberg Arbitre vidéo : Bastian Dankert | Spectateurs : 9 082 Arbitrage : Andreas Ekberg Arbitre vidéo : Bastian Dankert |
| 13 juin 2021 18h00 (19h00) | Rapport                                                                      |         |                   | Spectateurs : 9 082 Arbitrage : Andreas Ekberg Arbitre vidéo : Bastian Dankert | Spectateurs : 9 082 Arbitrage : Andreas Ekberg Arbitre vidéo : Bastian Dankert |

| Autriche | Macédoine du Nord |

| AUTRICHE :      |    |                       |     |       |
|                 |    |                       |     |       |
| Gardien de but  | 13 | Daniel Bachmann       |     |       |
|                 | 2  | Andreas Ulmer         |     |       |
|                 | 4  | Martin Hinteregger    |     |       |
|                 | 3  | Aleksandar Dragović   |     | 46e   |
|                 | 21 | Stefan Lainer         | 85e |       |
|                 | 8  | David Alaba           |     |       |
|                 | 23 | Xaver Schlager        |     | 90+4e |
|                 | 24 | Konrad Laimer         |     | 90+3e |
|                 | 19 | Christoph Baumgartner |     | 58e   |
|                 | 9  | Marcel Sabitzer       |     |       |
|                 | 25 | Saša Kalajdžić        |     | 59e   |
| Remplaçants :   |    |                       |     |       |
|                 | 15 | Philipp Lienhart      |     | 46e   |
|                 | 11 | Michael Gregoritsch   |     | 58e   |
|                 | 7  | Marko Arnautović      |     | 59e   |
|                 | 14 | Julian Baumgartlinger |     | 90+3e |
|                 | 6  | Stefan Ilsanker       |     | 90+4e |
| Sélectionneur : |    |                       |     |       |
| Franco Foda     |    |                       |     |       |

| MACÉDOINE DU NORD : |    |                       |     |     |
|                     |    |                       |     |     |
| Gardien de but      | 1  | Stole Dimitrievski    |     |     |
|                     | 8  | Ezgjan Alioski        | 52e |     |
|                     | 6  | Visar Musliu          |     | 86e |
|                     | 14 | Darko Velkovski       |     |     |
|                     | 13 | Stefan Ristovski      |     |     |
|                     | 16 | Boban Nikolov         |     | 63e |
|                     | 21 | Eljif Elmas           |     |     |
|                     | 5  | Arijan Ademi          |     |     |
|                     | 17 | Enis Bardhi           |     | 82e |
|                     | 9  | Aleksandar Trajkovski | 42e | 63e |
|                     | 10 | Goran Pandev          |     |     |
| Remplaçants :       |    |                       |     |     |
|                     | 2  | Egzon Bejtulai        |     | 63e |
|                     | 15 | Tihomir Kostadinov    |     | 63e |
|                     | 7  | Ivan Tričkovski       |     | 82e |
|                     | 26 | Milan Ristovski       |     | 86e |
| Sélectionneur :     |    |                       |     |     |
| Igor Angelovski     |    |                       |     |     |

| Assistants : Mehmet Culum Stefan Hallberg Quatrième arbitre : Sergei Karasev Homme du match : David Alaba |

#### Pays-Bas - Autriche
| Match 18           | Pays-Bas                                 | 2 - 0   | Autriche | Amsterdam ArenA, Amsterdam                                               |                                                                          |
| 17 juin 2021 21h00 | Depay 11e (pen.) · ( Malen) Dumfries 67e | (1 - 0) |          | Spectateurs : 15 243 Arbitrage : Orel Grinfeld Arbitre vidéo : Paweł Gil | Spectateurs : 15 243 Arbitrage : Orel Grinfeld Arbitre vidéo : Paweł Gil |
| 17 juin 2021 21h00 | Rapport                                  |         |          | Spectateurs : 15 243 Arbitrage : Orel Grinfeld Arbitre vidéo : Paweł Gil | Spectateurs : 15 243 Arbitrage : Orel Grinfeld Arbitre vidéo : Paweł Gil |

| Pays-Bas | Autriche |

| PAYS-BAS :      |    |                      |     |     |
|                 |    |                      |     |     |
| Gardien de but  | 1  | Maarten Stekelenburg |     |     |
|                 | 12 | Patrick van Aanholt  |     | 64e |
|                 | 17 | Daley Blind          |     | 64e |
|                 | 3  | Matthijs de Ligt     |     |     |
|                 | 6  | Stefan de Vrij       |     |     |
|                 | 22 | Denzel Dumfries      |     |     |
|                 | 21 | Frenkie de Jong      |     |     |
|                 | 8  | Georginio Wijnaldum  |     |     |
|                 | 15 | Marten de Roon       | 14e | 74e |
|                 | 10 | Memphis Depay        |     | 82e |
|                 | 19 | Wout Weghorst        |     | 64e |
| Remplaçants :   |    |                      |     |     |
|                 | 4  | Nathan Aké           |     | 64e |
|                 | 18 | Donyell Malen        |     | 64e |
|                 | 5  | Owen Wijndal         |     | 64e |
|                 | 16 | Ryan Gravenberch     |     | 74e |
|                 | 9  | Luuk de Jong         |     | 82e |
| Sélectionneur : |    |                      |     |     |
| Frank de Boer   |    |                      |     |     |

| AUTRICHE :      |    |                       |     |     |
|                 |    |                       |     |     |
| Gardien de but  | 13 | Daniel Bachmann       | 67e |     |
|                 | 2  | Andreas Ulmer         |     |     |
|                 | 4  | Martin Hinteregger    |     |     |
|                 | 3  | Aleksandar Dragović   |     | 84e |
|                 | 21 | Stefan Lainer         |     |     |
|                 | 8  | David Alaba           | 10e |     |
|                 | 24 | Konrad Laimer         |     | 61e |
|                 | 23 | Xaver Schlager        |     | 84e |
|                 | 19 | Christoph Baumgartner |     | 70e |
|                 | 9  | Marcel Sabitzer       |     |     |
|                 | 11 | Michael Gregoritsch   |     | 62e |
| Remplaçants :   |    |                       |     |     |
|                 | 10 | Florian Grillitsch    |     | 61e |
|                 | 25 | Saša Kalajdžić        |     | 62e |
|                 | 22 | Valentino Lazaro      |     | 70e |
|                 | 15 | Philipp Lienhart      |     | 84e |
|                 | 20 | Karim Onisiwo         |     | 84e |
| Sélectionneur : |    |                       |     |     |
| Franco Foda     |    |                       |     |     |

| Assistants : Roy Hassan Idan Yarkoni Quatrième arbitre : Davide Massa Homme du match : Denzel Dumfries |

#### Ukraine - Autriche
| Match 28                   | Ukraine | 0 - 1   | Autriche                 | Arena Națională, Bucarest                                                         |                                                                                   |
| 21 juin 2021 18h00 (19h00) |         | (0 - 1) | 21e Baumgartner (Alaba ) | Spectateurs : 10 472 Arbitrage : Cüneyt Çakır Arbitre vidéo : Massimiliano Irrati | Spectateurs : 10 472 Arbitrage : Cüneyt Çakır Arbitre vidéo : Massimiliano Irrati |
| 21 juin 2021 18h00 (19h00) | Rapport |         |                          | Spectateurs : 10 472 Arbitrage : Cüneyt Çakır Arbitre vidéo : Massimiliano Irrati | Spectateurs : 10 472 Arbitrage : Cüneyt Çakır Arbitre vidéo : Massimiliano Irrati |

| Ukraine | Autriche |

| UKRAINE :         |    |                     |     |
|                   |    |                     |     |
| Gardien de but    | 1  | Heorhi Bouchtchan   |     |
|                   | 16 | Vitali Mykolenko    | 85e |
|                   | 22 | Mykola Matvienko    |     |
|                   | 13 | Illia Zabarny       |     |
|                   | 21 | Olexandr Karavaïev  |     |
|                   | 5  | Serhi Sydortchouk   |     |
|                   | 8  | Rouslan Malinovsky  | 46e |
|                   | 17 | Olexandr Zintchenko |     |
|                   | 10 | Mykola Chaparenko   | 68e |
|                   | 7  | Andri Iarmolenko    |     |
|                   | 9  | Roman Iaremtchouk   |     |
| Remplaçants :     |    |                     |     |
|                   | 15 | Viktor Tsyhankov    | 46e |
|                   | 11 | Marlos              | 68e |
|                   | 19 | Artem Biessiedine   | 85e |
| Sélectionneur :   |    |                     |     |
| Andri Chevtchenko |    |                     |     |

| AUTRICHE :      |    |                       |     |
|                 |    |                       |     |
| Gardien de but  | 23 | Daniel Bachmann       |     |
|                 | 8  | David Alaba           |     |
|                 | 4  | Martin Hinteregger    |     |
|                 | 3  | Aleksandar Dragović   |     |
|                 | 21 | Stefan Lainer         |     |
|                 | 10 | Florian Grillitsch    |     |
|                 | 24 | Konrad Laimer         | 72e |
|                 | 23 | Xaver Schlager        |     |
|                 | 9  | Marcel Sabitzer       |     |
|                 | 19 | Christoph Baumgartner | 32e |
|                 | 7  | Marko Arnautović      | 90e |
| Remplaçants :   |    |                       |     |
|                 | 18 | Alessandro Schöpf     | 32e |
|                 | 6  | Stefan Ilsanker       | 72e |
|                 | 25 | Saša Kalajdžić        | 90e |
| Sélectionneur : |    |                       |     |
| Franco Foda     |    |                       |     |

| Assistants : Bahattin Duran Tarık Ongun Quatrième arbitre : Daniel Siebert Homme du match : Florian Grillitsch |

### Huitième de finale

#### Italie - Autriche
| Match 38           | Italie                                            | 2 - 1 a. p.           | Autriche                 | Stade de Wembley, Londres                                                      |                                                                                |
| 26 juin 2021 21h00 | ( Spinazzola) Chiesa 95e · ( Acerbi) Pessina 105e | (0 - 0, 0 - 0, 2 - 0) | 114e Kalajdžić (Schaub ) | Spectateurs : 18 910 Arbitrage : Anthony Taylor Arbitre vidéo : Stuart Attwell | Spectateurs : 18 910 Arbitrage : Anthony Taylor Arbitre vidéo : Stuart Attwell |
| 26 juin 2021 21h00 | Rapport                                           |                       |                          | Spectateurs : 18 910 Arbitrage : Anthony Taylor Arbitre vidéo : Stuart Attwell | Spectateurs : 18 910 Arbitrage : Anthony Taylor Arbitre vidéo : Stuart Attwell |

| Italie | Autriche |

| ITALIE :        |    |                      |     |      |
|                 |    |                      |     |      |
| Gardien de but  | 21 | Gianluigi Donnarumma |     |      |
|                 | 4  | Leonardo Spinazzola  |     |      |
|                 | 15 | Francesco Acerbi     |     |      |
|                 | 19 | Leonardo Bonucci     |     |      |
|                 | 2  | Giovanni Di Lorenzo  | 50e |      |
|                 | 6  | Marco Verratti       |     | 67e  |
|                 | 8  | Jorginho             |     |      |
|                 | 18 | Nicolò Barella       | 51e | 67e  |
|                 | 10 | Lorenzo Insigne      |     | 108e |
|                 | 17 | Ciro Immobile        |     | 84e  |
|                 | 11 | Domenico Berardi     |     | 84e  |
| Remplaçants :   |    |                      |     |      |
|                 | 12 | Matteo Pessina       |     | 67e  |
|                 | 5  | Manuel Locatelli     |     | 67e  |
|                 | 9  | Andrea Belotti       |     | 84e  |
|                 | 14 | Federico Chiesa      |     | 84e  |
|                 | 16 | Bryan Cristante      |     | 108e |
| Sélectionneur : |    |                      |     |      |
| Roberto Mancini |    |                      |     |      |

| AUTRICHE :      |    |                       |        |      |
|                 |    |                       |        |      |
| Gardien de but  | 23 | Daniel Bachmann       |        |      |
|                 | 8  | David Alaba           |        |      |
|                 | 3  | Aleksandar Dragović   | 120+1e |      |
|                 | 4  | Martin Hinteregger    | 103e   |      |
|                 | 21 | Stefan Lainer         |        | 114e |
|                 | 10 | Florian Grillitsch    |        | 106e |
|                 | 23 | Xaver Schlager        |        | 106e |
|                 | 19 | Christoph Baumgartner |        | 90e  |
|                 | 9  | Marcel Sabitzer       |        |      |
|                 | 24 | Konrad Laimer         |        | 114e |
|                 | 7  | Marko Arnautović      | 2e     | 97e  |
| Remplaçants :   |    |                       |        |      |
|                 | 18 | Alessandro Schöpf     |        | 90e  |
|                 | 25 | Saša Kalajdžić        |        | 97e  |
|                 | 10 | Louis Schaub          |        | 106e |
|                 | 11 | Michael Gregoritsch   |        | 106e |
|                 | 6  | Stefan Ilsanker       |        | 114e |
|                 | 16 | Christopher Trimmel   |        | 114e |
| Sélectionneur : |    |                       |        |      |
| Franco Foda     |    |                       |        |      |

| Assistants : Gary Beswick Adam Nunn Quatrième arbitre : Sandro Schärer (en) Homme du match : Leonardo Spinazzola |

## Statistiques

### Temps de jeu
| Joueur                |          |          |          |          | TT       | But inscrit | Passe décisive | MJ       | MT       | Légende |
| --------------------- | -------- | -------- | -------- | -------- | -------- | ----------- | -------------- | -------- | -------- | --- |
| Gardiens              | Gardiens | Gardiens | Gardiens | Gardiens | Gardiens | Gardiens    | Gardiens       | Gardiens | Gardiens | Abréviations et symboles : TT : Total de minutes jouées MJ : Nombre de matchs joués MT : Matchs joués en tant que titulaire : but : passe décisive : joueur entré : joueur remplacé : capitaine : carton jaune : carton rouge |
| Alexander Schlager    |          |          |          |          | 0        |             |                |          |          | Abréviations et symboles : TT : Total de minutes jouées MJ : Nombre de matchs joués MT : Matchs joués en tant que titulaire : but : passe décisive : joueur entré : joueur remplacé : capitaine : carton jaune : carton rouge |
| Pavao Pervan          |          |          |          |          | 0        |             |                |          |          | Abréviations et symboles : TT : Total de minutes jouées MJ : Nombre de matchs joués MT : Matchs joués en tant que titulaire : but : passe décisive : joueur entré : joueur remplacé : capitaine : carton jaune : carton rouge |
| Daniel Bachmann       | 90       | 90       | 90       | 120      | 390      |             |                | 4        | 4        | Abréviations et symboles : TT : Total de minutes jouées MJ : Nombre de matchs joués MT : Matchs joués en tant que titulaire : but : passe décisive : joueur entré : joueur remplacé : capitaine : carton jaune : carton rouge |
| Défenseurs            |          |          |          |          |          |             |                |          |          | Abréviations et symboles : TT : Total de minutes jouées MJ : Nombre de matchs joués MT : Matchs joués en tant que titulaire : but : passe décisive : joueur entré : joueur remplacé : capitaine : carton jaune : carton rouge |
| Andreas Ulmer         | 90       | 90       |          |          | 180      |             |                | 2        | 2        | Abréviations et symboles : TT : Total de minutes jouées MJ : Nombre de matchs joués MT : Matchs joués en tant que titulaire : but : passe décisive : joueur entré : joueur remplacé : capitaine : carton jaune : carton rouge |
| Aleksandar Dragović   | 46       | 84       | 90       | 120      | 340      |             |                | 4        | 4        | Abréviations et symboles : TT : Total de minutes jouées MJ : Nombre de matchs joués MT : Matchs joués en tant que titulaire : but : passe décisive : joueur entré : joueur remplacé : capitaine : carton jaune : carton rouge |
| Martin Hinteregger    | 90       | 90       | 90       | 120      | 390      |             |                | 4        | 4        | Abréviations et symboles : TT : Total de minutes jouées MJ : Nombre de matchs joués MT : Matchs joués en tant que titulaire : but : passe décisive : joueur entré : joueur remplacé : capitaine : carton jaune : carton rouge |
| Stefan Posch          |          |          |          |          | 0        |             |                |          |          | Abréviations et symboles : TT : Total de minutes jouées MJ : Nombre de matchs joués MT : Matchs joués en tant que titulaire : but : passe décisive : joueur entré : joueur remplacé : capitaine : carton jaune : carton rouge |
| David Alaba           | 90       | 90       | 90       | 120      | 390      |             | 2              | 4        | 4        | Abréviations et symboles : TT : Total de minutes jouées MJ : Nombre de matchs joués MT : Matchs joués en tant que titulaire : but : passe décisive : joueur entré : joueur remplacé : capitaine : carton jaune : carton rouge |
| Philipp Lienhart      | 44       | 6        |          |          | 50       |             |                | 2        |          | Abréviations et symboles : TT : Total de minutes jouées MJ : Nombre de matchs joués MT : Matchs joués en tant que titulaire : but : passe décisive : joueur entré : joueur remplacé : capitaine : carton jaune : carton rouge |
| Stefan Lainer         | 90       | 90       |          | 114      | 294      | 1           |                | 3        | 3        | Abréviations et symboles : TT : Total de minutes jouées MJ : Nombre de matchs joués MT : Matchs joués en tant que titulaire : but : passe décisive : joueur entré : joueur remplacé : capitaine : carton jaune : carton rouge |
| Marco Friedl          |          |          |          |          | 0        |             |                |          |          | Abréviations et symboles : TT : Total de minutes jouées MJ : Nombre de matchs joués MT : Matchs joués en tant que titulaire : but : passe décisive : joueur entré : joueur remplacé : capitaine : carton jaune : carton rouge |
| Milieux               |          |          |          |          |          |             |                |          |          | Abréviations et symboles : TT : Total de minutes jouées MJ : Nombre de matchs joués MT : Matchs joués en tant que titulaire : but : passe décisive : joueur entré : joueur remplacé : capitaine : carton jaune : carton rouge |
| Stefan Ilsanker       | 1        |          | 18       | 6        | 25       |             |                | 3        |          | Abréviations et symboles : TT : Total de minutes jouées MJ : Nombre de matchs joués MT : Matchs joués en tant que titulaire : but : passe décisive : joueur entré : joueur remplacé : capitaine : carton jaune : carton rouge |
| Marcel Sabitzer       | 90       | 90       | 90       | 120      | 390      |             | 1              | 4        | 4        | Abréviations et symboles : TT : Total de minutes jouées MJ : Nombre de matchs joués MT : Matchs joués en tant que titulaire : but : passe décisive : joueur entré : joueur remplacé : capitaine : carton jaune : carton rouge |
| Florian Grillitsch    |          | 29       | 90       | 106      | 225      |             |                | 3        | 2        | Abréviations et symboles : TT : Total de minutes jouées MJ : Nombre de matchs joués MT : Matchs joués en tant que titulaire : but : passe décisive : joueur entré : joueur remplacé : capitaine : carton jaune : carton rouge |
| Julian Baumgartlinger | 2        |          |          |          | 2        |             |                | 1        |          | Abréviations et symboles : TT : Total de minutes jouées MJ : Nombre de matchs joués MT : Matchs joués en tant que titulaire : but : passe décisive : joueur entré : joueur remplacé : capitaine : carton jaune : carton rouge |
| Christopher Trimmel   |          |          |          | 6        | 6        |             |                | 1        |          | Abréviations et symboles : TT : Total de minutes jouées MJ : Nombre de matchs joués MT : Matchs joués en tant que titulaire : but : passe décisive : joueur entré : joueur remplacé : capitaine : carton jaune : carton rouge |
| Louis Schaub          |          |          |          | 14       | 14       |             | 1              | 1        |          | Abréviations et symboles : TT : Total de minutes jouées MJ : Nombre de matchs joués MT : Matchs joués en tant que titulaire : but : passe décisive : joueur entré : joueur remplacé : capitaine : carton jaune : carton rouge |
| Alessandro Schöpf     |          |          | 58       | 30       | 88       |             |                | 2        |          | Abréviations et symboles : TT : Total de minutes jouées MJ : Nombre de matchs joués MT : Matchs joués en tant que titulaire : but : passe décisive : joueur entré : joueur remplacé : capitaine : carton jaune : carton rouge |
| Christoph Baumgartner | 58       | 70       | 32       | 90       | 250      | 1           |                | 4        | 4        | Abréviations et symboles : TT : Total de minutes jouées MJ : Nombre de matchs joués MT : Matchs joués en tant que titulaire : but : passe décisive : joueur entré : joueur remplacé : capitaine : carton jaune : carton rouge |
| Karim Onisiwo         |          | 6        |          |          | 6        |             |                | 1        |          | Abréviations et symboles : TT : Total de minutes jouées MJ : Nombre de matchs joués MT : Matchs joués en tant que titulaire : but : passe décisive : joueur entré : joueur remplacé : capitaine : carton jaune : carton rouge |
| Valentino Lazaro      |          | 20       |          |          | 20       |             |                | 1        |          | Abréviations et symboles : TT : Total de minutes jouées MJ : Nombre de matchs joués MT : Matchs joués en tant que titulaire : but : passe décisive : joueur entré : joueur remplacé : capitaine : carton jaune : carton rouge |
| Xaver Schlager        | 90+4     | 84       | 90       | 106      | 374      |             |                | 4        | 4        | Abréviations et symboles : TT : Total de minutes jouées MJ : Nombre de matchs joués MT : Matchs joués en tant que titulaire : but : passe décisive : joueur entré : joueur remplacé : capitaine : carton jaune : carton rouge |
| Konrad Laimer         | 90+3     | 61       | 72       | 114      | 340      |             | 1              | 4        | 4        | Abréviations et symboles : TT : Total de minutes jouées MJ : Nombre de matchs joués MT : Matchs joués en tant que titulaire : but : passe décisive : joueur entré : joueur remplacé : capitaine : carton jaune : carton rouge |
| Attaquants            |          |          |          |          |          |             |                |          |          | Abréviations et symboles : TT : Total de minutes jouées MJ : Nombre de matchs joués MT : Matchs joués en tant que titulaire : but : passe décisive : joueur entré : joueur remplacé : capitaine : carton jaune : carton rouge |
| Marko Arnautovic      | 31       |          | 90       | 97       | 1        |             | 3              | 2        |          | Abréviations et symboles : TT : Total de minutes jouées MJ : Nombre de matchs joués MT : Matchs joués en tant que titulaire : but : passe décisive : joueur entré : joueur remplacé : capitaine : carton jaune : carton rouge |
| Michael Gregoritsch   | 32       | 62       |          | 14       | 108      | 1           |                | 3        | 1        | Abréviations et symboles : TT : Total de minutes jouées MJ : Nombre de matchs joués MT : Matchs joués en tant que titulaire : but : passe décisive : joueur entré : joueur remplacé : capitaine : carton jaune : carton rouge |
| Sasa Kalajdzic        | 59       | 28       | 1        | 23       | 111      | 1           |                | 4        | 1        | Abréviations et symboles : TT : Total de minutes jouées MJ : Nombre de matchs joués MT : Matchs joués en tant que titulaire : but : passe décisive : joueur entré : joueur remplacé : capitaine : carton jaune : carton rouge |

| Buts | Joueurs               | Adversaires       |
| ---- | --------------------- | ----------------- |
| 1    | Marko Arnautović      | Macédoine du Nord |
| 1    | Michael Gregoritsch   | Macédoine du Nord |
| 1    | Stefan Lainer         | Macédoine du Nord |
| 1    | Christoph Baumgartner | Ukraine           |
| 1    | Sasa Kalajdzic        | Italie            |

| Passes | Joueurs         | Adversaires                |
| ------ | --------------- | -------------------------- |
| 2      | David Alaba     | Macédoine du Nord, Ukraine |
| 1      | Konrad Laimer   | Macédoine du Nord          |
| 1      | Marcel Sabitzer | Macédoine du Nord          |
| 1      | Louis Schaub    | Italie                     |